# Michal Dvořák (lední hokejista)
Michal Dvořák (* 12. srpna 1979 Šternberk) je bývalý český hokejový útočník, nyní politik a podnikatel, v letech 2016 až 2020 zastupitel Plzeňského kraje, od roku 2014 zastupitel města Plzně (v letech 2014 až 2017 také radní města), člen hnutí OPAT.

## Hráčská kariéra
- 1996/1997 HC Olomouc (E)

Kitchener Rangers (OHL)
- 1997/1998 Kitchener Rangers (OHL)
- 1998/1999 Kitchener Rangers (OHL)

Peoria Riverman (ECHL)
- 1999/2000 ECS Mosquitoes Essen (GER1)
- 2000/2001 HC Keramika Plzeň (E)
- 2001/2002 HC Keramika Plzeň (E)
- 2002/2003 HC Keramika Plzeň (E)
- 2003/2004 HC Lasselsberger Plzeň (E)
- 2004/2005 HC Energie Karlovy Vary (E)
- 2005/2006 HC Energie Karlovy Vary (E)
- 2006/2007 HC Energie Karlovy Vary (E)
- 2007/2008 HC Lasselsberger Plzeň (E)
- 2008/2009 HC Lasselsberger Plzeň (E)
- 2009/2010 HC Plzeň (E)
- 2010/2011 HC Plzeň (E)
- 2011/2012 HC Plzeň (E)
- 2012/2013 HC Plzeň (E)
- 2013/2014 HC Plzeň (E)
- 2014/2015 HC Plzeň (E)

## Politická angažovanost
V komunálních volbách v roce 2014 kandidoval jako nestraník za hnutí OPAT do Zastupitelstva MO Plzeň 3, ale neuspěl. Zároveň byl však zvolen zastupitelem města Plzně (na kandidátce byl původně na 10. místě, ale vlivem preferenčních hlasů skončil čtvrtý). Na začátku listopadu 2014 se pak stal radním města pro oblast podpory podnikání a sportu, na tuto funkci však v dubnu 2017 rezignoval.
V krajských volbách v roce 2016 byl z pozice člena hnutí OPAT zvolen zastupitelem Plzeňského kraje, když kandidoval za subjekt "Starostové a Patrioti s podporou Svobodných a Soukromníků". Ve volbách v roce 2020 již nekandidoval.